# Barrera
Barrera – jednostka osadnicza w Stanach Zjednoczonych, w stanie Teksas, w hrabstwie Starr.